# St.-Brictius-Kirche (Linden)

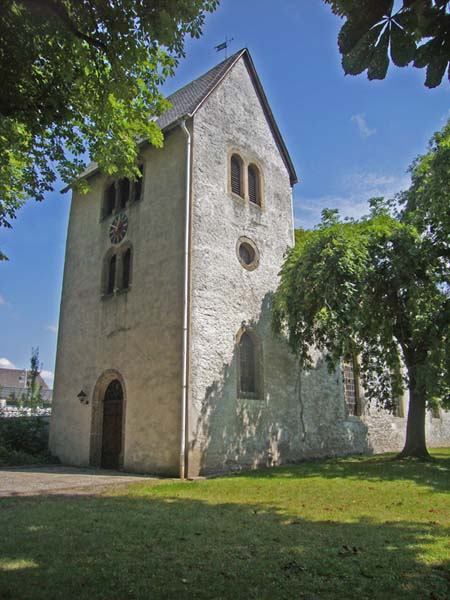
St. Brictius, Wolfenbüttel Hauptportal

St. Brictius ist eine Kirche im Süden der Stadt Wolfenbüttel, deren Gemeinde zur Propstei Wolfenbüttel in der  Evangelisch-Lutherischen Landeskirche in Braunschweig gehört.

## Geschichte
Die Anregung für den Bau der Kirche im Jahr 1118 geht auf die Priorin des Stifts Steterburg und einen Beschluss des Bischofs von Halberstadt zurück. Aus dem ursprünglich katholischen Gotteshaus wurde erst unter der Regentschaft von Herzog Julius eine protestantische Kirche.
Die Kirche in Linden (Ortsteil von Wolfenbüttel) wurde am 13. November 1118, dem Gedenktag des Namenspatrons St. Brictius gegründet, und aus Bruchstein im romanischen Stil aufgeführt. Von der neunhundertjährigen Geschichte wurden nur die letzten vierhundert Jahre gut dokumentiert. Ungeklärt ist, ob St. Brictius im Osten mit einer Apsis abgeschlossen war oder schon immer einen rechteckigen Grundriss besaß.

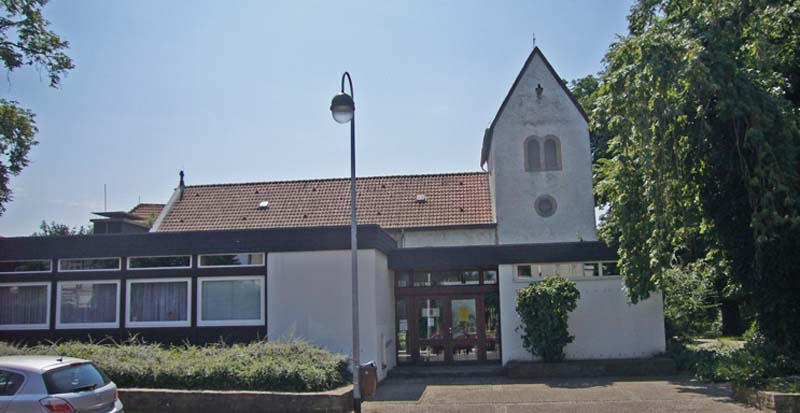
St. Brictius mit Gemeindezentrum

1696 erfolgte der Abriss einer kleinen Sakristei. Ca. 1720 wurden die Fenster vergrößert. Um 1865 erfolgte die Erweiterung der  Kirche um 12 Fuß, also knapp 4 Meter, nach Osten. Dazu war es erforderlich, die gesamte Ostfassade abzutragen. 1982 wurde das Gemeindezentrum nördlich an die Kirche angebaut. Um den Kirchraum zu vergrößern, wurde die nördliche Seitenempore abgerissen und ein Durchbruch zum Gemeindesaal geschaffen. Seitdem können weitere 100 Plätze in der Kirche angeboten werden.

## Ausstattung
Die Taufschale – 1669 hergestellt – ist aus Messing getrieben und mit einem umlaufenden barocken Blütenrankenfries und Blütenformen reich graviert und belebt. Die Inschrift weist auf die Stifter hin. 
In einem Antependium werden zwei Paramente aufbewahrt. Die Herkunft und das Erstellungsjahr sind unbekannt. Die aufwendige  Restaurierung 2006/2007 wurde außer durch St.-Brictius-Gemeinde und der Landeskirche auch von  der Stiftung Braunschweigischer Kulturbesitz, die Volksbank Wolfenbüttel-Salzgitter und deren Stiftung sowie zahlreiche Einzelspender getragen.